# Hohenreuth (Grafengehaig)
Hohenreuth ist ein Gemeindeteil des Marktes Grafengehaig im Landkreis Kulmbach (Oberfranken, Bayern). Hohenreuth liegt in der Gemarkung Grafengehaig.

## Geografie
Der aus drei Einzelsiedlungen bestehende Weiler liegt am Südhang einer Erhebung (681 m ü. NHN) des Frankenwaldes.
Ein Anliegerweg führt nach Grafengehaig zur Staatsstraße 2158 (0,7 km westlich).

## Geschichte
Gegen Ende des 18. Jahrhunderts bestand Hohenreuth aus vier Anwesen (3 Güter, 1 Tropfhaus). Das Hochgericht sowie die Grundherrschaft übte die Herrschaft Wildenstein aus.
Mit dem Gemeindeedikt wurde Hohenreuth dem 1808 gebildeten Steuerdistrikt Grafengehaig und der im selben Jahr gebildeten Ruralgemeinde Grafengehaig zugewiesen.

### Einwohnerentwicklung
| Jahr      | 001818 | 001819 | 001861 | 001871 | 001885 | 001900 | 001925 | 001950 | 001961 | 001970 | 001987 |
| Einwohner |        | 17     | 26     | 25     | 27     | 19     | 16     | 14     | 8      | 9      | 4      |
| Häuser    | 3      |        |        |        | 3      | 3      | 3      | 3      | 3      |        | 3      |
| Quelle    | [ 6 ]  | [ 9 ]  | [ 10 ] | [ 11 ] | [ 12 ] | [ 13 ] | [ 14 ] | [ 15 ] | [ 16 ] | [ 17 ] | [ 1 ]  |

## Religion
Hohenreuth ist seit der Reformation evangelisch-lutherisch geprägt und gehört zur Pfarrei Grafengehaig.